# تین کلاینت

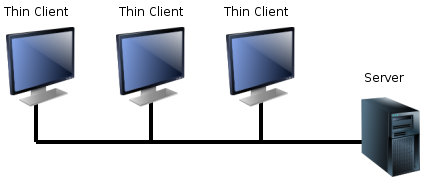
کارخواه‌های لاغر متصل به سرور از طریق یک شبکه رایانه‌ای

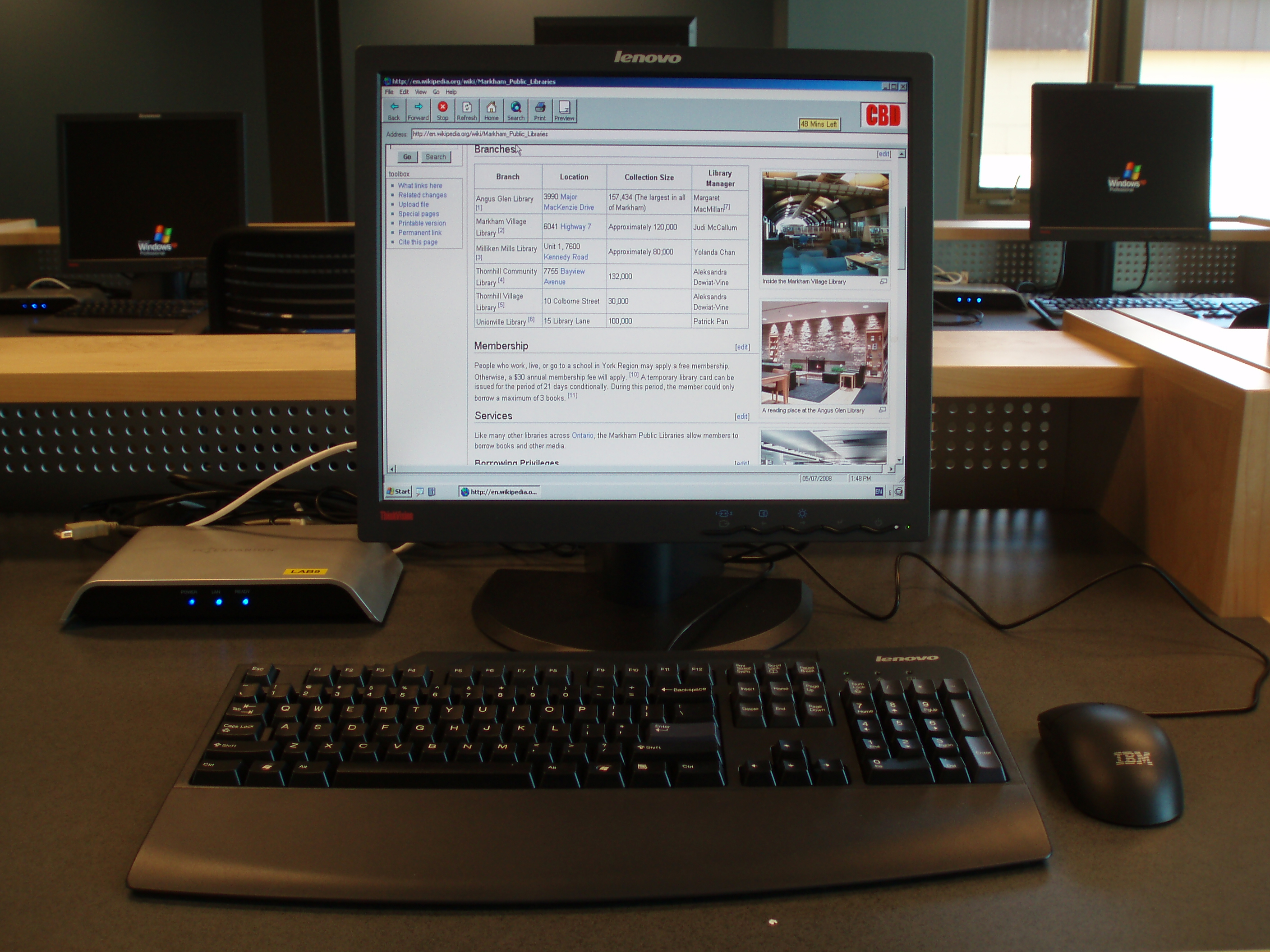
یک پایانهٔ رایانه‌ای کارخواه لاغر در یک کتابخانه عمومی

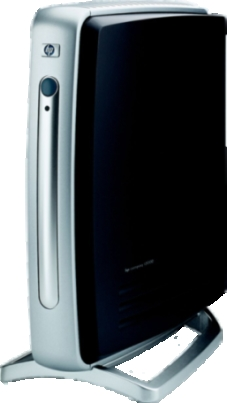
کارخواه لاغر HP T5700 با حافظهٔ فلش

در شبکه رایانه‌ای، کارخواه لاغر یا تین کلاینت (به انگلیسی: Thin Client) (گاهی با نام یا کارخواه سبک نیز شناخته می‌شود) یک رایانهٔ ساده و کم‌هزینه است که بیشتر کارهای پردازشی را به یک سِرور مرکزی واگذار می‌کند. این دستگاه خودش نرم‌افزارهای زیادی اجرا نمی‌کند و فقط برای اتصال به محیط کاری از راه دور طراحی شده است. استفاده از کارخواه لاغر باعث صرفه‌جویی در منابع، آسان‌تر شدن نگهداری و افزایش امنیت اطلاعات می‌شود.
به عبارتی دیگر، کارخواه لاغر یک رایانهٔ ساده و با کارایی پایین است که برای برقراری اتصال از راه دور با محیط محاسباتی مبتنی بر سرور بهینه‌سازی شده‌است. در ساده‌ترین حالت، این نوع دستگاه‌ها را «رایانهٔ شبکه‌ای» یا حتی «کارخواه صفر» نیز می‌نامند. در این مدل، بیشتر پردازش‌ها مانند اجرای برنامه‌ها، انجام محاسبه و ذخیره‌سازی داده‌ها توسط سرور انجام می‌گیرد. این شیوه در تضاد با کارخواه چاق یا رایانه شخصی سنتی است؛ کارخواه غنی نیز برای معماری مدل کارخواه–سرور طراحی شده، اما توان پردازش محلی بالاتری دارد، درحالی‌که رایانهٔ شخصی عملکرد خود را عمدتاً به‌صورت محلی انجام می‌دهد.
کارخواه‌های لاغر به‌عنوان اجزایی از زیرساخت گسترده‌تری شناخته می‌شوند که در آن چندین کارخواه پردازش‌های خود را با یک سرور یا مزرعه سرور به اشتراک می‌گذارند. زیرساخت سمت سرور از نرم‌افزارهایی مانند رایانش ابری، مجازی‌سازی برنامه، دسکتاپ‌های اشتراکی میزبانی‌شده (HSD) یا مجازی‌سازی دسکتاپ (VDI) استفاده می‌کند. این ترکیب، سامانه‌ای مبتنی بر ابر را تشکیل می‌دهد که در آن منابع دسکتاپ در یک یا چند مرکز داده متمرکز شده‌اند. مزایای این تمرکز عبارت‌اند از:
نمونه‌ای از بهینه‌سازی منابع سخت‌افزاری: کاهش نیاز به سیم‌کشی ساخت‌یافته، گذرگاه و ورودی/خروجی (I/O) و امکان تخصیص حافظه و توان پردازشی بلااستفاده به نشست‌های کاربری فعال‌تر.
نمونه‌ای از کاهش نیاز به نگهداشت نرم‌افزار: وصله‌گذاری نرم‌افزارها و مهاجرت سامانه‌های‌عامل (OS) را می‌توان تنها یک‌بار اجرا، آزمایش و فعال کرد و در نتیجه بازدهی مدیریت را افزایش داد.
نمونه‌ای از بهبود امنیت رایانه‌ای: تمرکز دارایی‌های نرم‌افزاری در محل مشخص، حفاظت‌پذیری بهتر از طریق دیوار آتش، نظارت مؤثرتر، و جلوگیری از درز داده‌ها در صورت مفقودی یا سرقت رایانهٔ کارخواه.
سخت‌افزار کارخواه لاغر معمولاً از لوازم جانبی متداول مانند صفحه‌کلید، ماوس، نمایشگر، درگاه صوتی و درگاه‌های یو‌اس‌بی (برای چاپگر، فلش مموری، وب‌کم و غیره) پشتیبانی می‌کند. برخی کارخواه‌های لاغر دارای درگاه‌های سریال یا موازی قدیمی نیز هستند تا بتوانند دستگاه‌های قدیمی‌تر نظیر چاپگرهای رسید، ترازوی دیجیتال یا ساعت‌های حضور و غیاب را پشتیبانی کنند. نرم‌افزار این دستگاه‌ها معمولاً شامل رابط گرافیکی کاربر (GUI)، عامل‌های دسترسی به ابر (مانند RDP، ICA، PCoIP)، مرورگر وب محلی، شبیه‌ساز پایانه و مجموعه‌ای ابتدایی از ابزارهای کاربردی محلی است.

## ویژگی‌ها

### معماری
در معماری مبتنی بر ابر، سرور بار پردازشی چندین نشست کارخواه را برعهده می‌گیرد و نقش میزبان را ایفا می‌کند. نرم‌افزار سمت کارخواه سبک و هدفمند است و در نتیجه فقط باید سامانهٔ میزبان ایمن شود و نیازی به ایمن‌سازی هر کارخواه به‌طور مجزا نیست (اگرچه کارخواه‌ها نیز باید دارای احراز هویت قوی و حداقلی از امنیت باشند). این شیوه باعث تمرکز دارایی‌های فناوری اطلاعات می‌شود که بهره‌برداری بهینه از منابع را امکان‌پذیر می‌سازد.
سادگی سخت‌افزار و نرم‌افزار کارخواه لاغر باعث کاهش چشمگیر هزینهٔ کل مالکیت می‌شود، گرچه این صرفه‌جویی ممکن است به‌دلیل نیاز به زیرساخت ابری قوی‌تر در سمت سرور جبران شود.
جایگزینی برای استقرار سنتی سرورها، مدل اشتراکی ابری موسوم به دسکتاپ به‌عنوان خدمت (DaaS) است که به سازمان‌های فناوری اطلاعات اجازه می‌دهد زیرساخت ابر را به شخص ثالث بسپارند.

### سادگی

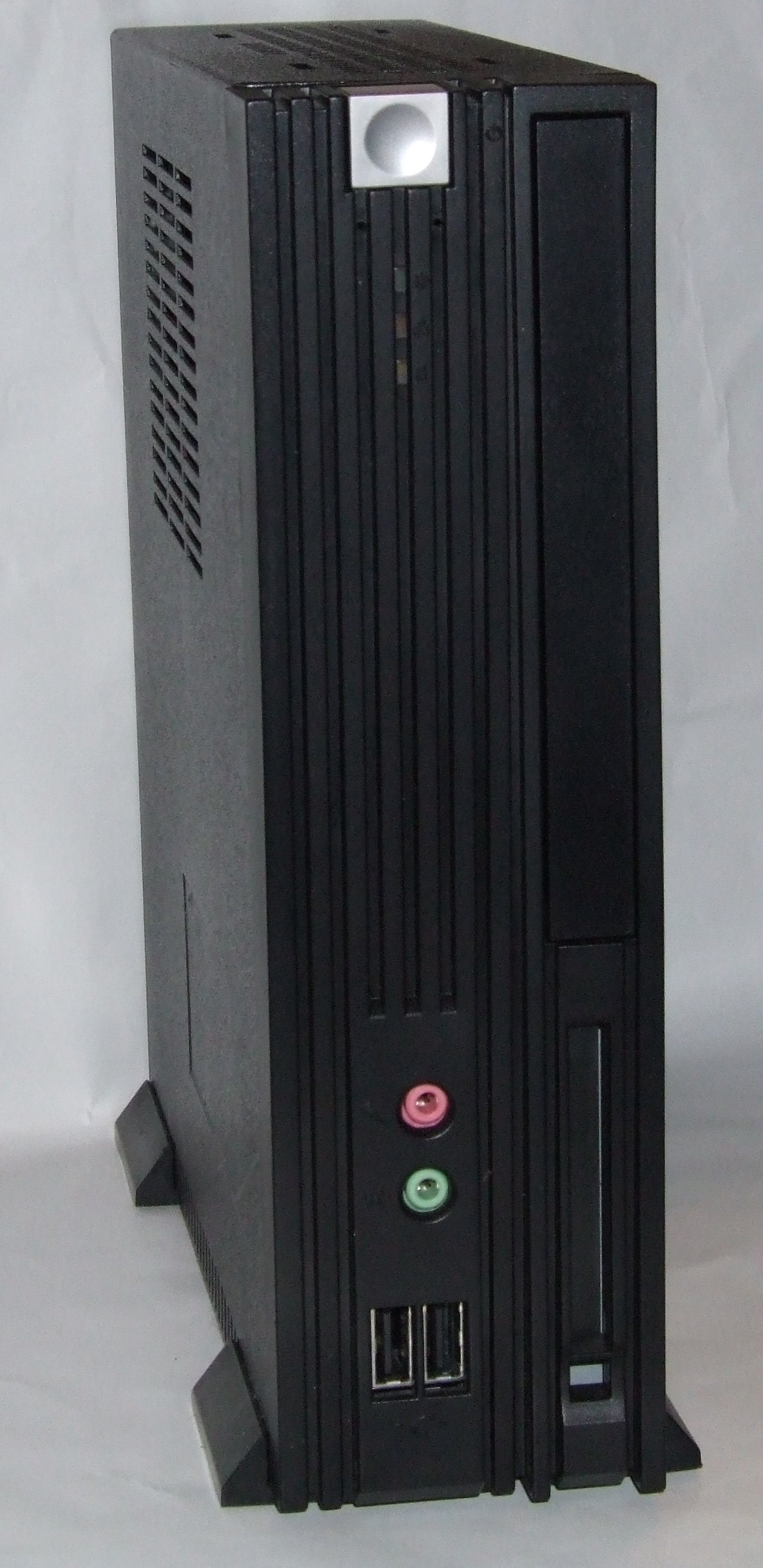
کارخواه لاغر TA7 از گیگابایت

رایانش با کارخواه لاغر باعث کاهش پیچیدگی در پایانه‌های دسکتاپ می‌شود، چرا که حجم نرم‌افزار سمت کارخواه کاهش می‌یابد. با بهره‌گیری از یک سامانه‌عامل سبک و فقط‌خواندنی، تنظیمات و مدیریت کارخواه‌ها ساده‌تر خواهد بود. وظیفهٔ اصلی کارخواه لاغر دسترسی به ابر است، ازاین‌رو نیازی به مجموعهٔ بزرگی از برنامه‌های کاربر، فضای ذخیره‌سازی و ابزارهای محلی نیست. در این معماری، بار اجرایی نرم‌افزارها به مرکز داده منتقل می‌شود. این تمرکز باعث افزایش شفافیت در مدیریت دارایی‌ها و تسریع عملیات بازیابی اطلاعات و بازاستفاده از دسکتاپ‌ها می‌شود.

### سخت‌افزار
درحالی‌که سرور باید توان کافی برای مدیریت چند نشست هم‌زمان را داشته باشد، نیازهای سخت‌افزاری کارخواه لاغر در مقایسه با رایانه رومیزی یا لپ‌تاپ بسیار کمتر است. اغلب کارخواه‌های لاغر دارای پردازنده‌های کم‌مصرف، حافظه فلش و بدون قطعات متحرک هستند. این امر باعث کاهش هزینه، مصرف انرژی (گرما، صدا، لرزش) و تسهیل در جایگزینی یا استقرار دستگاه‌ها می‌شود. بسیاری از این دستگاه‌ها از بردهای رزبری پای نیز استفاده می‌کنند. به‌دلیل کم بودن اجزای سخت‌افزاری، کارخواه‌های لاغر می‌توانند در محیط‌های خشن نیز فعالیت کنند و چون داده‌های مهم را به‌صورت محلی ذخیره نمی‌کنند، در صورت سرقت یا گم شدن خطر افشای اطلاعات به حداقل می‌رسد.

### گرافیک
کارخواه‌های لاغر امروزی برای برآورده کردن نیازهای گرافیکی ارتقایافته‌اند. نسل‌های جدید پردازنده و چیپ‌ست‌های کم‌مصرف توان پردازشی و قابلیت‌های گرافیکی بهتری ارائه می‌دهند. برای کاهش تأخیر در ارسال ویدئوی با وضوح بالا از طریق شبکه، برخی نرم‌افزارهای میزبان از تکنیک‌های «بازارسال چندرسانه‌ای» (MMR) برای واگذاری پردازش ویدئو به دستگاه کارخواه بهره می‌گیرند. برخی کارخواه‌ها دارای کدک‌های سخت‌افزاری برای پشتیبانی از فرمت‌های چندرسانه‌ای هستند. برخی نرم‌افزارها نیز از پروتکل دیتاگرام کاربر (UDP) برای تسریع انتقال داده‌های تصویری استفاده می‌کنند.
بااین‌حال، استفاده‌هایی که نیاز گرافیکی سنگینی دارند، مانند ویرایشگرهای عکس، برنامه‌های طراحی سه‌بعدی و ابزارهای پویانمایی، همچنان برای کارخواه‌های لاغر چالش‌برانگیز هستند. این مشکل را می‌توان با تخصیص کارت گرافیک اختصاصی، GPU مجازی، کارت‌های ایستگاه کاری یا شتاب‌دهنده‌های سخت‌افزاری در سمت سرور حل کرد.

### محدودیت‌ها
برای رسیدن به سادگی، کارخواه‌های لاغر معمولاً در توسعه‌پذیری از رایانه‌های رومیزی عقب‌ترند. مثلاً اگر ابزار محلی یا راه‌انداز دستگاه خاصی برای یک دستگاه جانبی لازم باشد، ممکن است سامانه‌عامل کارخواه منابع لازم را برای پشتیبانی نداشته باشد. برخی از کارخواه‌های نوین این مشکل را با نقشه‌برداری درگاه یا بازارسال یو‌اس‌بی تا حدی رفع می‌کنند، اما این راه‌کارها همواره پاسخ‌گو نیستند. در محیط‌های بزرگ، اغلب چاپگرها شبکه‌ای هستند و نیازی به نصب راه‌انداز روی هر کارخواه نیست.
همچنین، اجرای برنامه‌های محلی بهره‌وری ممکن است گاهی نیاز باشد، ولی این کار معمولاً خارج از دامنهٔ استفادهٔ کارخواه‌های لاغر است و ممکن است محدودیت‌های مجوزی یا فضای ذخیره‌سازی آن را دشوار سازند.
عملکرد شبکه نیز در این مدل بسیار حیاتی است. اگر پهنای باند کافی نباشد، ممکن است کارایی کاربران به‌شدت افت کند. همین خطر در سمت سرور نیز وجود دارد؛ اگر یک سرور از کار بیفتد، همهٔ کاربران دسترسی خود را از دست می‌دهند، مگر آنکه پشتیبانی افزونه، فرایندهای بازیابی، توازن بار و نسخهٔ پشتیبان پیش‌بینی شده باشند.

### ارائه‌دهندگان
برخی شرکت‌های ارائه‌دهندهٔ معروف کارخواه لاغر عبارت‌اند از: Chip PC Technologies، دل، اچ‌پی، ClearCube، 10ZiG، IGEL Technology، ال‌جی، NComputing، Stratodesk، سامسونگ، ThinClient Direct و ZeeTim.

## تاریخچه

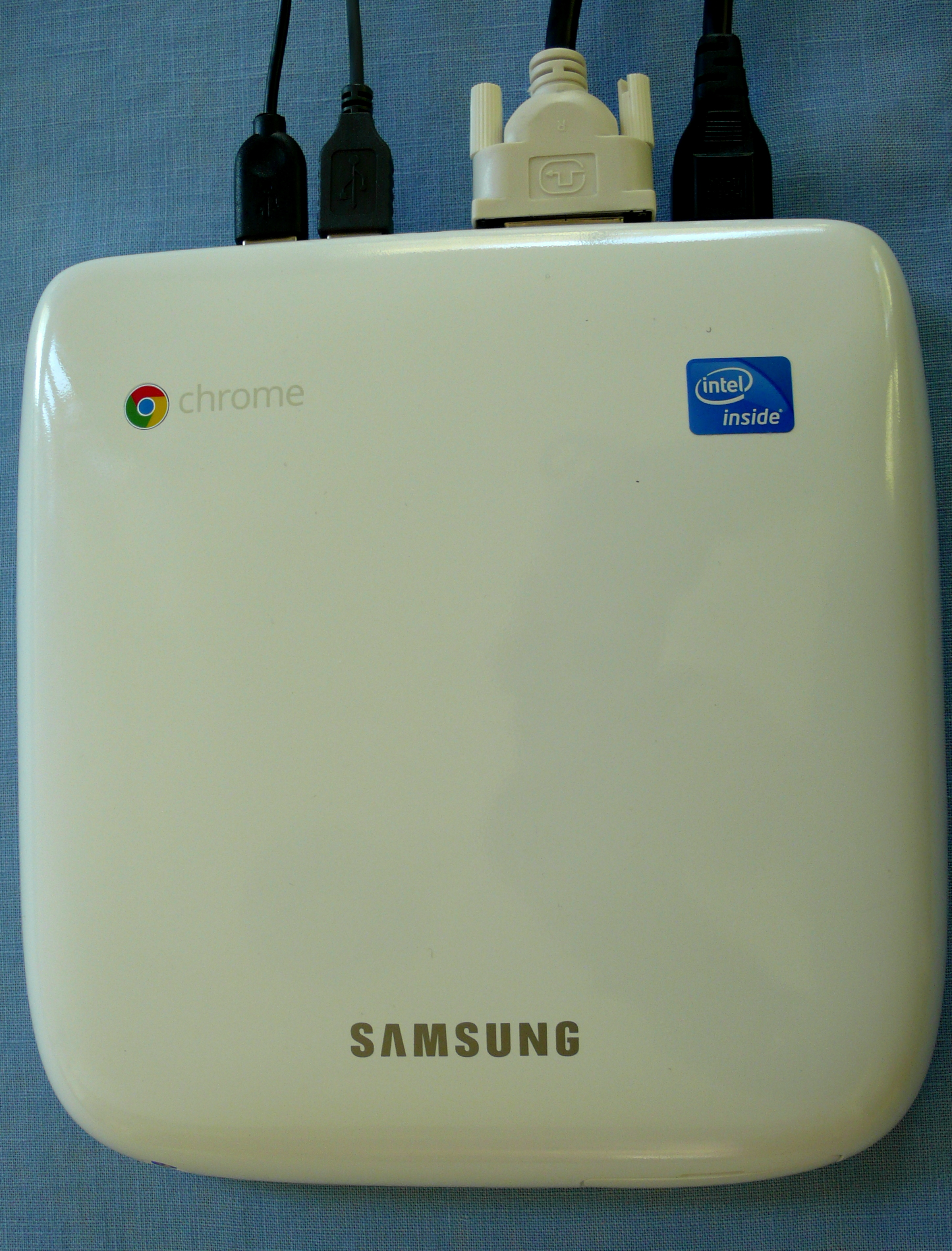
یک کروم‌باکس ساخت سامسونگ از بالا

کارخواه‌های لاغر از سامانه‌های چندکاربرهٔ قدیمی، یعنی رایانه‌های بزرگ سرچشمه می‌گیرند که کاربران از طریق پایانه رایانه‌ای به آن‌ها متصل می‌شدند. با پیشرفت گرافیک رایانه‌ای، این پایانه‌ها از حالت خط فرمان به رابط گرافیکی تمام‌عیار رسیدند. یکی از نخستین نمونه‌های چنین محیطی، یونیکس بود که از حدود سال ۱۹۸۴ از پایانه ایکس پشتیبانی کرد. این پایانه‌ها تا اواخر دههٔ ۱۹۹۰ نیز محبوب باقی ماندند. امروزه بی‌اس‌دی و لینوکس همچنان از این ساختار چندکاربره و نمایش از راه دور پشتیبانی می‌کنند. معمولاً نرم‌افزارهای X روی کارخواه‌های غیر مبتنی بر X در دسترس نیستند، اگرچه مانعی فنی برای آن وجود ندارد.
ویندوز ان‌تی از طریق تلاش‌های شرکت سیتریکس توانایی چندکاربره پیدا کرد؛ این شرکت ویندوز NT 3.51 را با نام WinFrame در سال ۱۹۹۵ عرضه کرد که با همکاری شرکت Wyse Technology (تولیدکنندهٔ کارخواه لاغر Winterm) انجام شد. مایکروسافت این فناوری را از سیتریکس خریداری کرد و در نسخهٔ Windows NT 4.0 Terminal Server Edition با نام رمز «Hydra» پیاده‌سازی کرد. سیستم‌عامل ویندوز پس‌ازآن، در قالب Remote Desktop Services از پایانه‌های گرافیکی پشتیبانی کرد. کارخواه Winterm نخستین کارخواه لاغر متمرکز بر ویندوز (موسوم به ترمینال ویندوز) بود.
عبارت «کارخواه لاغر» برای نخستین‌بار در سال ۱۹۹۳ توسط تیم نگریس، معاون بازاریابی سرور در اوراکل ابداع شد، زمانی که با لری الیسون (بنیان‌گذار اوراکل) روی معرفی نسخهٔ Oracle 7 کار می‌کرد. هدف از این نام‌گذاری تمایز میان نرم‌افزارهای سرورمحور اوراکل و محصولات رومیزی مایکروسافت بود. الیسون این اصطلاح را در سخنرانی‌ها و مصاحبه‌ها رواج داد و بعدها از اعضای هیئت‌مدیرهٔ شرکت Network Computer Inc (که بعدها به Liberate تغییر نام داد) شد.

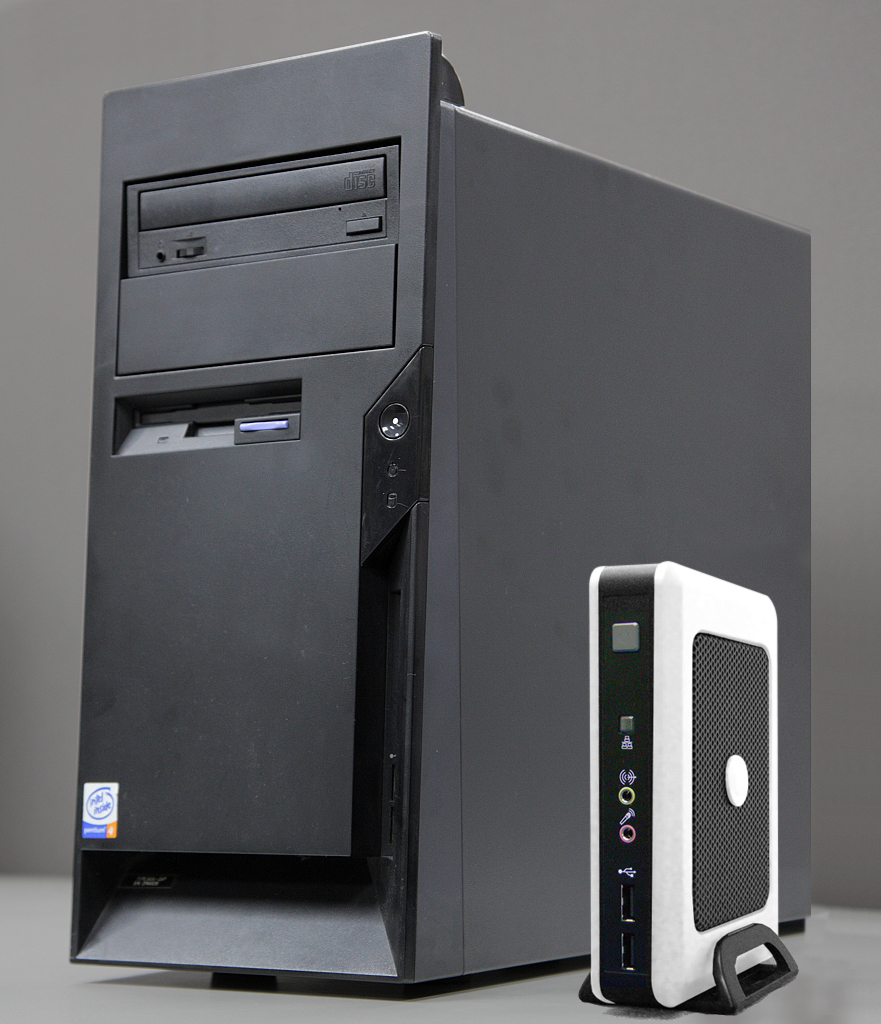
مقایسه اندازه: رایانهٔ رومیزی سنتی در برابر کارخواه لاغر Clientron U700

این اصطلاح به این دلیل پذیرفته شد که عبارت «پایانهٔ گرافیکی» تمرکز زیادی بر گرافیک داشت، درحالی‌که آن وجه تمایز در دههٔ ۱۹۹۰ دیگر کاربرد نداشت. واژهٔ «کارخواه لاغر» بهتر نشان‌دهندهٔ سخت‌افزار ارزان‌تر و پردازش محدودتر بود.
در دههٔ ۲۰۱۰، دیگر دستگاه‌های رومیزی مانند نت‌تاپ، رایانهٔ لوحی و رایانهٔ دگرشونده نیز کوچک و سبک شدند، اما کارخواه‌های لاغر همچنان مزایایی نظیر عدم نیاز به ذخیره‌سازی محلی داشتند. بااین‌حال، گاهی اصطلاح «کارخواه لاغر» به اشتباه برای دستگاه‌هایی به‌کار می‌رفت که تنها از حافظه فلش مانند کامپکت‌فلش یا کارت اس‌دی برای جایگزینی دیسک سخت استفاده می‌کردند.
در سال ۲۰۱۳، یک کارمند سیتریکس موفق شد نرم‌افزار Citrix Receiver را روی رزبری پای اجرا کرده و تجربه‌ای با وضوح ۱۰۸۰p ارائه دهد. از آن زمان، چندین تولیدکننده نسخه‌هایی از کارخواه لاغر مبتنی بر رزبری پای عرضه کرده‌اند.

## همچنین ببینید

### انواع دیگر کارخواه
پایانهٔ نادان: مانند کارخواه لاغر، ولی بدون توان پردازش و پشتیبانی از ابزارهای جانبی
کارخواه چاق: دارای توان پردازش محلی زیاد، هرچند به شبکه وابسته است
گره بدون دیسک: فاقد ذخیره‌سازی محلی، ولی سایر اجزای رایانه را داراست

### موارد دیگر
تلویزیون ای‌اوال
رایانه تیغه‌ای
سان ری
رایانه شبکه‌ای – دستگاه بدون دیسک ساخت اوراکل، حدود ۱۹۹۶ تا ۲۰۰۰